# Bateria Dellia

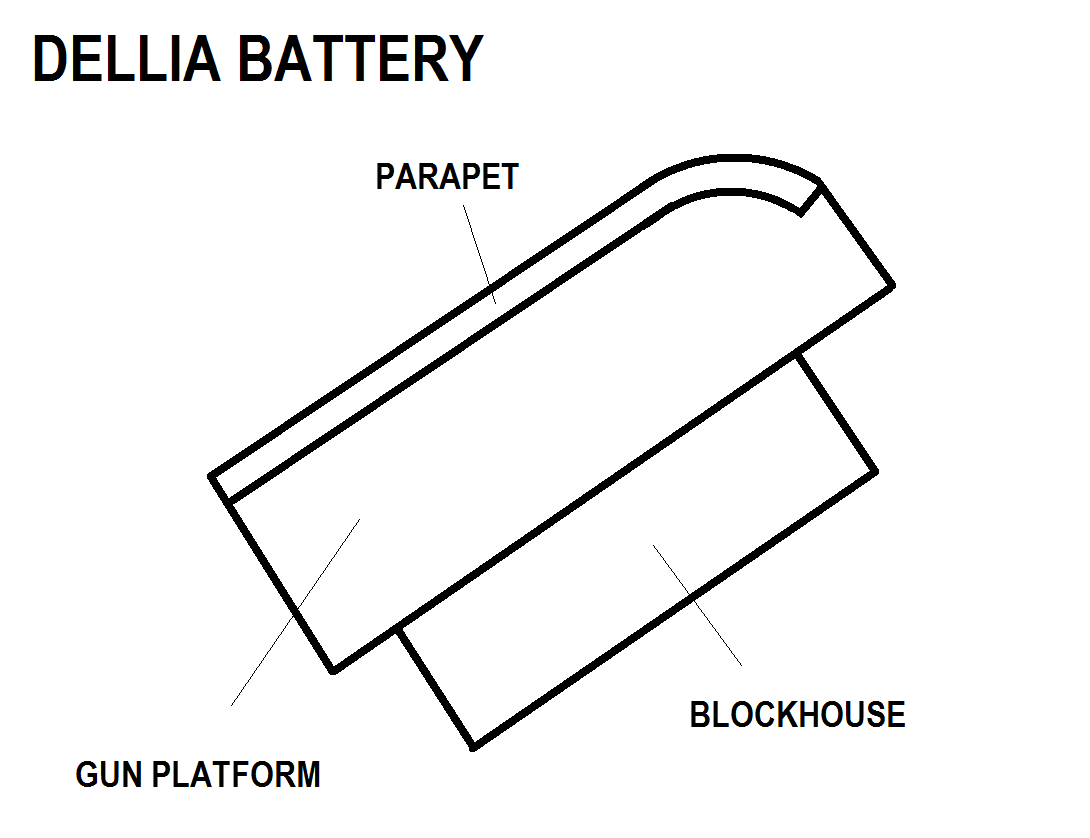
Mapa baterii Dellia

Bateria Dellia (malt. Batterija tad-Dellija, ang. Dellia Battery), znana też jako Bateria Vendôme (malt. Batterija ta’ Vendôme, ang. Vendôme Battery) lub Bateria Pwales Prawa (malt. Batterija tal-Lemin tal-Pwales, ang. Pwales Right Battery) – bateria artyleryjska w Xemxija Bay, części Saint Paul’s Bay na Malcie. Została zbudowana przez Zakon św. Jana w roku 1715 jako element ciągu fortyfikacji nabrzeżnych wzdłuż wybrzeża wysp maltańskich. Bateria została zburzona w roku 1924, zachowały się jedynie tarcze herbowe i napis, które wieńczyły główne wejście; są one teraz umieszczone na pomniku.

## Historia
Bateria Dellia zbudowana została przez Zakon Joannitów w roku 1715 jako część pierwszego programu budowy baterii i redut dokoła wybrzeża Malty. Była jedną z dwóch baterii broniących zatoki Xemxija, drugą z nich była bateria Arrias, ciągle istniejąca.
Na baterię składała się prostokątna, w większej części, platforma strzelnicza z zaokrąglonym końcem, otoczona przez niski parapet. Jej gardziel zamknięta była przez prostokątny blokhauz. Ponad bramą wejściową znajdowały się herby Zakonu, Wielkiego Mistrza Ramona Perellosa oraz Języka Francji. Ten ostatni reprezentował Philippe’a de Bourbon-Vendôme’a, który odgrywał wiodącą rolę w budowie baterii na Malcie.
W roku 1770 bateria została uzbrojona w 6 żelaznych dział sześciofuntowych i zaopatrzona w 420 zwykłych kul oraz 90 kartaczy. Trzy z tych dział zostały usunięte w roku 1785.
Na początku XX wieku bateria była letnią rezydencją generalnego konsula Austro-Węgier Antonio Muscata Fenecha. W tym czasie dobudowano dodatkowe pomieszczenia do baterii, a ponad nią powiewały Union Jack i flaga Austro-Węgier.
Większa część baterii Dellia została zburzona w roku 1924, kiedy budowano nową drogę, lecz 3 tarcze herbowe oraz pamiątkowa płyta marmurowa, zwieńczające bramę baterii, ocalały. Pozostał również parapet, lecz został on ostatecznie zburzony po II wojnie światowej, kiedy budowano rondo w tym miejscu.

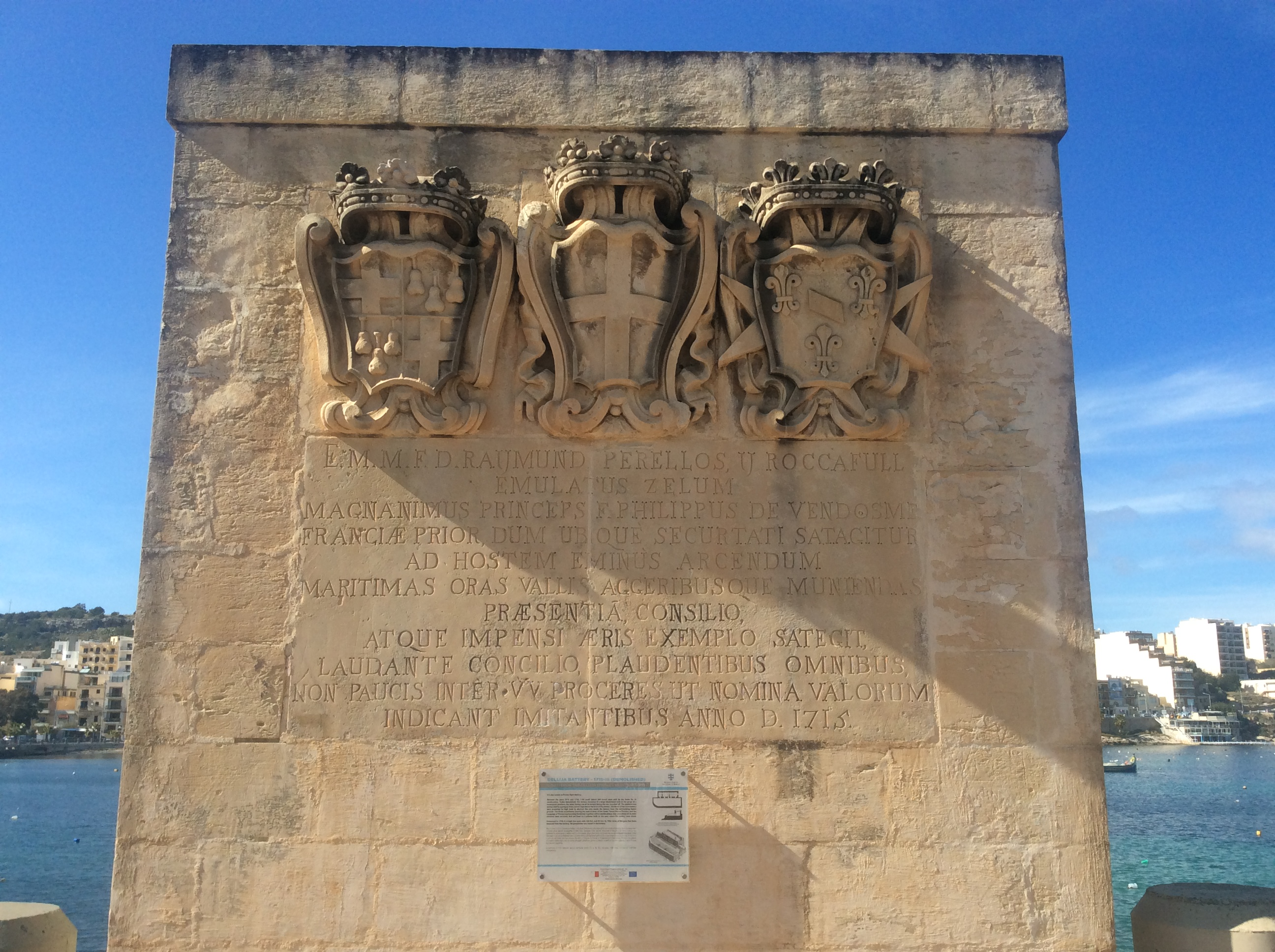
Cokół z tarczami herbowymi i inskrypcją z baterii

Tarcze herbowe oraz płyta z inskrypcją zostały umiejscowione na cokole, stojącym na poboczu drogi. Dodatkowo fundamenty prawdopodobnie ciągle jeszcze istnieją, ukryte pod istniejącą drogą.
Cokół z tarczami herbowymi i inskrypcją wpisane są na listę National Inventory of the Cultural Property of the Maltese Islands pod nr. 1399.